# Janvier Kataka Luvete
Janvier Kataka Luvete (Ngunda, 4 april 1947) is een Congolees rooms-katholiek geestelijke en bisschop.
Hij werd in 1974 tot priester gewijd en in 1997 tot bisschop van Wamba als opvolger van Charles Kambale Mbogha, A.A., die op zijn beurt werd benoemd tot bisschop van Isiro-Niangara.